# Apogonia mangalorensis
Apogonia mangalorensis är en skalbaggsart som beskrevs av Moser 1919. Apogonia mangalorensis ingår i släktet Apogonia och familjen Melolonthidae. Inga underarter finns listade i Catalogue of Life.